# Esquerra Republicana de Catalunya
Esquerra Republicana de Catalunya (ERC; en español: «Izquierda Republicana de Cataluña»), cuya marca genérica es Esquerra Republicana o simplemente Esquerra, es un partido político español de izquierdas fundado en Barcelona en 1931. Con presencia sobre todo en Cataluña, desde la década de 1990 también está presente en la Comunidad Valenciana, las Islas Baleares y el departamento francés de los Pirineos Orientales. De ideología independentista catalana y socialdemócrata, apuesta por la independencia de los territorios que compartirían, según su visión, la lengua, cultura y la historia catalana, los denominados «Países Catalanes».
ERC, partido de relevantes políticos catalanes como Francesc Macià, Lluís Companys o Josep Tarradellas, desarrolló un importante papel en la política catalana y española durante la Segunda República, durante la lucha antifranquista y la transición a la democracia. Actualmente cuenta con unos 10 000 militantes. Está asociado a nivel municipal y regional con Acord Municipal y Esquèrra Republicana Occitana. Su federación en Cataluña se llama Esquerra Republicana de Catalunya, mientras que en la Comunidad Valenciana su federación es Esquerra Republicana del País Valencià (ERPV) y en las Islas Baleares es Esquerra Republicana de les Illes Balears (ERIB).

## Historia

### 1931-1939: la II República y la Guerra Civil
El partido fue fundado por Jaume Aiguader en la Conferència d'Esquerres Catalanes celebrada entre el 17 y el 20 de marzo de 1931 en el barrio de Sants (Barcelona), resultado de la unión del Partit Republicà Català de Lluís Companys, Estat Català de Francesc Macià y el grupo L'Opinió (que debe su nombre al del semanario homónimo) de Joan Lluhí. Con Macià al frente, ganó las elecciones de ese año, proclamando aquel la República Catalana dentro de la Federación de Repúblicas Ibéricas. El gobierno provisional de la Segunda República española tuvo que enfrentarse a la crisis provocada con esta iniciativa y propuso acelerar el proceso de autonomía, resultando en el Estatuto de Autonomía de Cataluña de 1932. En 1934, Lluís Companys, aprovechando la tensión obrera que deriva hacia la Revolución de Asturias de 1934 contra el gobierno radical-cedista, proclamó el Estado Catalán dentro de la "República Federal Española", quebrando la legalidad republicana y desafiando al gobierno, el cual declara el estado de guerra y ordena la intervención del ejército, que acabó con el intento. Companys fue detenido y encarcelado, y el gobierno autónomo suspendido. Durante esos años tuvo un brazo armado:Escamots. En 1936 Esquerra formó parte del Frente Popular que ganó las elecciones generales de febrero y Companys asumió nuevamente el gobierno de la Generalidad de Cataluña.
Durante estos primeros años, Esquerra Republicana de Catalunya llegó a superar los 100.000 militantes. Sin embargo, la fuerza predominante en Cataluña era el anarquismo.
El 18 de julio de 1936 se produjo un Golpe de Estado contra la República que desembocó en la guerra civil española. Durante la guerra, Esquerra siguió participando en la administración de la República y de la Generalidad, colaborando también con el bando republicano.

### 1939-1975: clandestinidad durante el franquismo
En 1939 concluye la guerra civil con el triunfo del bando sublevado, que suspende los partidos políticos, entre ellas prácticamente todas las de orden político. En Cataluña se suspenden las instituciones autonómicas y se prohíbe el uso de la lengua catalana en el seno de la Administración. La represión es especialmente dura contra Esquerra Republicana de Catalunya y sus militantes, por su ideología y por las decisiones tomadas por sus líderes tanto durante la Segunda República como durante la Guerra Civil. De los 70.000 militantes (que tenía ERC antes de la guerra), la mitad se exiliaron, y una cuarta parte fueron encarcelados, ejecutados o murieron en la Guerra Civil.
ERC pasa a la clandestinidad. Algunos dirigentes se exilian a Francia, donde también se instala el gobierno de la Generalidad de Cataluña en el exilio, presidido por el dirigente de ERC Lluís Companys, y otros intentan organizar la resistencia permaneciendo en Cataluña, en torno al liderazgo de Manuel Juliachs y Jaume Serra.
En 1940 la Alemania nazi derrota y ocupa Francia, y la Gestapo detiene a Lluís Companys a petición del gobierno español. Companys es entregado a las autoridades españolas y, el 15 de octubre de 1940, es fusilado en el Castillo de Montjuic de Barcelona. En 1943, cientos de militantes de ERC exiliados en Francia pactan con representantes del general Charles de Gaulle su incorporación a la Resistencia francesa para combatir el fascismo y luchar por el restablecimiento de la democracia y la República en Francia[cita requerida]. En 1945, acabada la Segunda Guerra Mundial, y previendo una posible caída del régimen franquista español ante una hipotética entrada en España de las fuerzas aliadas, la dirección de ERC en el exilio envía a Cataluña a los líderes Pere Puig Subinyà y Joan Rodríguez-Papasseit. Una vez liberada Francia, se reúne un congreso de militantes de ERC en Toulouse bajo la presidencia de Josep Irla, y se elige a Josep Tarradellas nuevo secretario general del partido. En 1952 regresa del exilio Heribert Barrera, hijo del consejero de la Generalidad republicana Martí Barrera, que asume de facto la dirección de ERC.
En los años 1950 ERC se integra en el Consejo de la Democracia Catalana y en el Consejo de Fuerzas Democráticas. En 1954 dimite Josep Irla como presidente del partido, y Josep Tarradellas es elegido como sucesor. Josep Irla fallece en 1958. En 1959 Josep Tarradellas es elegido nuevo presidente de la Generalidad de Cataluña en el exilio.
El 11 de septiembre de 1964, coincidiendo con la Diada Nacional de Cataluña, ERC lidera junto a otros grupos clandestinos la organización de la primera manifestación antifranquista que desde el fin de la guerra tiene lugar en Barcelona.
Durante los años 1960, ERC se integra sucesivamente en el Consejo Catalán del Movimiento Europeo, el Secretariado de la Democracia Social Catalana, y la Coordinadora de Fuerzas Políticas.

### 1975-1980: transición a la democracia
La muerte de Francisco Franco el 20 de noviembre de 1975 y el acceso a la jefatura del Estado en España del rey Juan Carlos I dio paso a la Transición Española hacia la democracia, en la que se recuperarían las libertades, se irían legalizando los partidos políticos y recuperando las instituciones democráticas.
ERC fue el último partido catalán en ser legalizado, pese a ser el partido de Josep Tarradellas, una de las figuras de la Transición en Cataluña. En julio de 1976 se celebra el octavo Congreso Nacional de ERC, en el que Heribert Barrera es elegido Secretario General. El 15 de junio de 1977 se celebran en España las primeras Elecciones Constituyentes tras 36 años de dictadura. ERC todavía no está legalizada por ser partido republicano, y no puede presentarse a las elecciones. Los dirigentes se coaligan con el Frente Democrático de Izquierdas, liderado por el también ilegal Partido del Trabajo de España (PTE); se presentarían con las siglas de Esquerra de Catalunya-Front Electoral Democràtic, cuya lista lidera el secretario general de ERC Heribert Barrera. El partido es el sexto en número de votos en Cataluña, al obtener 143.945, que representan el 4,72 por ciento de los votos en Cataluña, y obtiene un escaño, que ocupará Heribert Barrera en las Cortes Constituyentes.
El 29 de septiembre de 1977, el presidente del gobierno español Adolfo Suárez, mediante un decreto ley, restablece la Generalidad de Cataluña, que se convierte en la primera institución que no procede de la reforma de la legalidad franquista. El presidente de la Generalidad en el exilio, Josep Tarradellas, volvió del exilio y se instaló en Barcelona el 23 de octubre de 1977, asumiendo la presidencia de la Generalidad restablecida. En 1977, ERC contaba con 3.453 militantes.
Los parlamentarios catalanes elegidos en las elecciones del 15 de junio inician entonces el proyecto de elaboración del Estatuto de Autonomía de Cataluña. En el proceso participa el secretario general de ERC Heribert Barrera. En la discusión sobre la nueva Constitución española, ERC se define como el único partido catalán que reivindica la República y el derecho a la autodeterminación de los pueblos. Al no contemplarse estas opciones en la Constitución Española de 1978, ERC pide el "No" en el referéndum constitucional que se celebra en España el 6 de diciembre de 1978.
El 1 de marzo de 1979 se celebran en España las elecciones generales en las que ERC obtiene 123.452 votos que le dan un escaño en el Congreso, que vuelve a ocupar Heribert Barrera. En 1979 se celebró el Referéndum sobre el Estatuto de Autonomía de Cataluña, en el que Esquerra Republicana de Catalunya pide el "Sí".

### 1980-2003: en la Cataluña autonómica y convergente

#### 1980-1984: la época de Barrera
El 20 de marzo de 1980 se celebran las Elecciones al Parlamento de Cataluña de 1980, las primeras elecciones democráticas catalanas tras la guerra civil. ERC obtuvo 240.871 votos que le valieron catorce escaños en el Parlamento de Cataluña. Liderada por el presidente del partido Heribert Barrera, ERC salió de las elecciones como la quinta fuerza política de Cataluña, pero los votos de sus catorce parlamentarios fueron clave para que el candidato de Convergència i Unió, Jordi Pujol, fuese elegido Presidente de la Generalidad de Cataluña. Pese al apoyo de ERC a la investidura de Pujol, este formó gobierno en solitario, prescindiendo de la posibilidad de incorporar a ningún miembro de ERC al gobierno.
En las Elecciones generales españolas de 1982, celebradas el 28 de octubre de 1982, ERC obtiene 138.118 votos, que le sirven para revalidar el escaño del Congreso. Las Elecciones al Parlamento de Cataluña de 1984 supusieron un duro revés para ERC. Pese a que se mantuvo como quinta fuerza del Parlamento de Cataluña, perdió muchos votos (obtuvo solo 126.943) que fueron a parar a CiU, erigida ya como el partido estandarte del nacionalismo catalán. ERC, liderada por Heribert Barrera, pasó de 14 a 5 escaños, perdiendo toda fuerza parlamentaria, especialmente ante la mayoría absoluta obtenida por CiU.

#### 1984-1989: continúa la crisis con Joan Hortalà
El partido entró entonces en una grave crisis, y se eligió a Joan Hortalà como nuevo líder del partido. ERC se posicionó en favor de la salida de España de la OTAN con motivo del Referéndum sobre la permanencia de España en la OTAN que tuvo lugar el 12 de marzo de 1986, y en el que acabó ganando el sí a la permanencia.
Las elecciones generales españolas de 1986, celebradas el 22 de junio de 1986, ERC perdió el único escaño que tenía y se quedó fuera del Congreso de los Diputados, al obtener solo 84.628 votos, el 2,67% de los votos emitidos en Cataluña. El número de militantes, 1.676 en 1986, también reflejaba la crisis del partido.
En 1987, ERC se integró en la Coalición por la Europa de los Pueblos con Eusko Alkartasuna y el Partido Nacionalista Galego, obteniendo la coalición unos resultados levemente mejores en Cataluña, (112.107 votos, 3,7% en la comunidad autónoma). La coalición obtuvo un eurodiputado, insuficiente para que el número dos de ERC, pudiese acceder al Parlamento Europeo.
La crisis se prolongó y confirmó en las Elecciones al Parlamento de Cataluña de 1988, en los que, con Hortalà como candidato, obtuvo 111.647 votos, más que en las generales de dos años antes, pero menos que en las autonómicas de 1984, e incluso menos que en las elecciones al Parlamento Europeo del año anterior. Aun así, la aritmética electoral le hizo ganar un escaño (6 en total), que le permitieron seguir como quinta fuerza política, con el apoyo de poco más del 4 por ciento del electorado catalán.
En las Elecciones generales españolas de 1989, todavía con Joan Hortalà al frente, ERC prácticamente repitió los resultados de 1986, al obtener 84.756, el 2,68% de los votos emitidos en Cataluña, que tampoco le sirvieron para recuperar el escaño perdido en 1984. En las elecciones al Parlamento Europeo, ERC repitió coalición con EA y PNG, profundizando en su crisis (78.408 votos, 3,29% en Cataluña). Paradójicamente, con peores resultados, ERC pudo acceder al Parlamento Europeo, puesto que aunque la coalición Por la Europa de los Pueblos solo obtuvo un diputado, los acuerdos electorales hicieron que en 1991, Karlos Garaikoetxea, número uno de la lista, cediese el escaño al número dos, Heribert Barrera.

#### 1989-1996: Àngel Colom reorienta el partido
Fue entonces cuando ERC inició una regeneración interna, dando el relevo a una nueva generación de jóvenes liderados por Àngel Colom, que fue elegido nuevo Secretario General del partido en el 16.º Congreso Nacional de ERC, celebrado en Lérida en noviembre de 1989, sustituyendo a Joan Hortalà, y superando a Josep Lluís Carod-Rovira, que también había presentado candidatura. En ese congreso se aprueba la independencia de los Países Catalanes como objetivo político del partido, con lo que se empiezan a incorporar militantes de fuera de Cataluña al partido y posteriormente se crearían las federaciones de ERC en las Islas Baleares (1989) y en la Comunidad Valenciana (1992).
Àngel Colom inició un proceso para aglutinar en las filas de Esquerra a muchos jóvenes independentistas disgregados en partidos menores y, en muchos casos, más radicalizados. Fue entonces cuando, en los primeros años de la década de 1990, ERC contribuyó a la disolución del grupo terrorista Terra Lliure mediando y ofreciendo la integración en sus filas a los miembros que abandonaran la violencia.
Todos estos cambios dieron sus frutos en las Elecciones al Parlamento de Cataluña de 1992, que marcaron un cambio en positivo para los intereses de ERC. Con el liderazgo de Àngel Colom y la periodista Pilar Rahola, y gracias al apoyo de miles de jóvenes que por primera vez votaban en unas elecciones, ERC obtuvo 210.366 votos, un 8 por ciento, consiguiendo 11 escaños (casi el doble que en las elecciones autonómicas anteriores), pasando a convertirse en la tercera fuerza política catalana, con cuatro escaños más que Iniciativa per Catalunya y el Partido Popular.
En las elecciones generales españolas de 1993 celebradas el 6 de junio de 1993, ERC obtuvo 189.632 votos y obtuvo, de nuevo, un escaño en el Congreso de los Diputados, que ocupó Pilar Rahola. En diciembre de 1993 se celebra el 19.º Congreso Nacional de ERC, en el que se aprueba la vigente Declaración Ideológica del partido. Al año siguiente volvió a acordar concurrir en coalición con Eusko Alkartasuna para las elecciones al Parlamento Europeo, así como con otros socios menores, bajo el nombre Por la Europa de los Pueblos. En esta ocasión, aunque obtuvieron 239 339 votos en toda España (1,29 %), con Cataluña como comunidad autónoma con los mejores resultados, no consiguieron eurodiputado.
En las elecciones al Parlamento de Cataluña de 1995, ERC mejoró todavía más sus resultados. Consiguió 305.867 votos y pasó de 11 a 13 escaños, aunque perdió la condición de tercera fuerza política en beneficio del Partido Popular, que obtuvo 17 escaños. El partido cerró el año 1995 con 6.467 militantes.
En 1996 se produjo una grave crisis interna, a consecuencia de la cual abandonaron Esquerra los dos líderes del partido Àngel Colom y Pilar Rahola, que fundaron el Partit per la Independència con el objetivo de crear otro partido que pugnase con ERC por el voto independentista. La escisión provocó que ERC bajase su número de militantes que, a finales de 1996, se situó en 4.000.

#### 1996: nueva era con Carod-Rovira
En noviembre de 1996 se celebra el 21.er Congreso Nacional de ERC. Los militantes escogieron una nueva dirección para el partido, con Josep Lluís Carod-Rovira como nuevo presidente y Joan Puigcercós como nuevo secretario general. La nueva dirección anuncia un cambio de rumbo: no renuncia a la independencia de Cataluña, pero deja de utilizar esa idea como único referente. La nueva dirección quiere situar al partido como un referente en la izquierda catalana.
En las Elecciones generales españolas de 1996 celebradas el 3 de marzo del año 1996, ERC obtuvo 167.641 votos, y mantuvo el escaño que tenía en el Congreso de los Diputados.
En las elecciones al Parlamento de Cataluña de 1999, liderada por Josep Lluís Carod Rovira, ERC experimentó un ligero retroceso respecto a la última cita autonómica: obtuvo 271.173 votos y perdió un escaño, consiguiendo 12 de los 135 de la cámara. La buena noticia para ERC fue el fracaso del Partit per la Independència de Colom y Rahola, que no obtuvo ningún escaño y se disolvió, con lo que ERC se mantuvo como el partido hegemónico de la opción independentista catalana.
En las Elecciones generales españolas de 2000 celebradas el 12 de marzo del año 2000, ERC obtuvo 194.715 votos, y mantuvo el escaño que tenía en el Congreso de los Diputados Joan Puigcercós.
El 31 de diciembre de 2002, ERC contaba con 5.503 militantes.
En las elecciones municipales de la primavera de 2003 ERC da un gran salto electoral, al obtener 414.000 votos en toda Cataluña (el 12,77% del total), sumando 1.383 concejales y 116 alcaldías.

### 2003-2006: de nuevo en el gobierno de Cataluña
El 16 de noviembre de 2003, en las elecciones al Parlamento de Cataluña de 2003, ERC logró 23 representantes, convirtiéndose en el "partido bisagra" que definiría la composición del gobierno, puesto que para obtener la mayoría los otros partidos estaban obligados a pactar con Esquerra. Tras varias semanas en que parecía que cerraría un acuerdo con CiU (partido conservador y nacionalista), finalmente se decantó por un "pacto progresista" (el llamado Pacto del Tinell) con el PSC e ICV-EUiA.
ERC entró a formar parte del gobierno tripartito de la Generalidad de Cataluña, presidido por el socialista Pasqual Maragall, asumiendo seis consejerías del gobierno, entre las que destacaba la del "Conseller en Cap" (Consejero Jefe, en castellano), que ocuparía Josep Lluís Carod-Rovira. Las otras cinco consejerías asumidas por ERC fueron Educación (Josep Bargalló), Bienestar y Familia (Anna Simó), Comercio, Turismo y Consumo (Pere Esteve), Gobernación y Administraciones Públicas (Joan Carretero) y Universidades, Investigación y Sociedad de la Información (Carles Solà). Además, otro de los líderes de ERC, Ernest Benach, fue elegido Presidente del Parlamento de Cataluña.
Una de las tareas más relevantes del nuevo gobierno fue el inicio de los trámites para elaborar un nuevo Estatuto de autonomía de Cataluña.
La primera gran crisis del gobierno de la Generalidad fue provocada por la actuación del líder de Esquerra, Josep Lluís Carod Rovira que, en enero de 2004, mantuvo una reunión secreta con dos líderes de ETA en Perpiñán, sin conocimiento de Maragall, y un día en que precisamente, a causa de un viaje oficial de Maragall al extranjero, Carod-Rovira estaba desempeñando el papel de Presidente de la Generalidad en funciones. La publicación de la notícia en el diario ABC, filtrada por los servicios secretos españoles, desató una gran controversia mediática y social, y acarreó una grave crisis política que se saldó con la destitución de Carod-Rovira como Consejero de la Generalidad. Carod fue sustituido por otro miembro de ERC, Josep Bargalló, y ERC siguió formando parte del gobierno de la Generalidad. Bargalló, hasta entonces Consejero de Educación, fue sustituido en esta consejería por Marta Cid, también de ERC.
Aun así, y ante lo que consideró injustos ataques a su líder, ERC decidió que Carod-Rovira fuera el cabeza de lista del partido en la candidatura a las elecciones generales españolas de 2004 que debían celebrarse el 14 de marzo de 2004. De esta manera, ERC quiso convertir las elecciones en una especie de plebiscito para que los votantes decidieran si respaldaban o no la actuación de Carod. El eslogan de la campaña de ERC fue "Parlant la gent s'entèn" (en castellano, "Hablando se entiende la gente").
El resultado de ERC en las elecciones generales españolas de 2004 fue espectacular. Durante toda la historia democrática reciente, Esquerra Republicana nunca había conseguido más de un escaño en el Congreso, pero en marzo de 2004 logró ocho, pasando de 194.715 a 652.196 votos, su récord histórico en unas elecciones desde el retorno de la democracia en 1977.
Tras las elecciones del 14 de marzo de 2004, Carod renunció a su acta de diputado al Congreso y fue sustituido por Joan Puigcercós, y ERC dio apoyo a la investidura de José Luis Rodríguez Zapatero como nuevo Presidente del Gobierno español, y dio apoyo al gobierno socialista tanto en las votaciones presupuestarias como en otros asuntos.

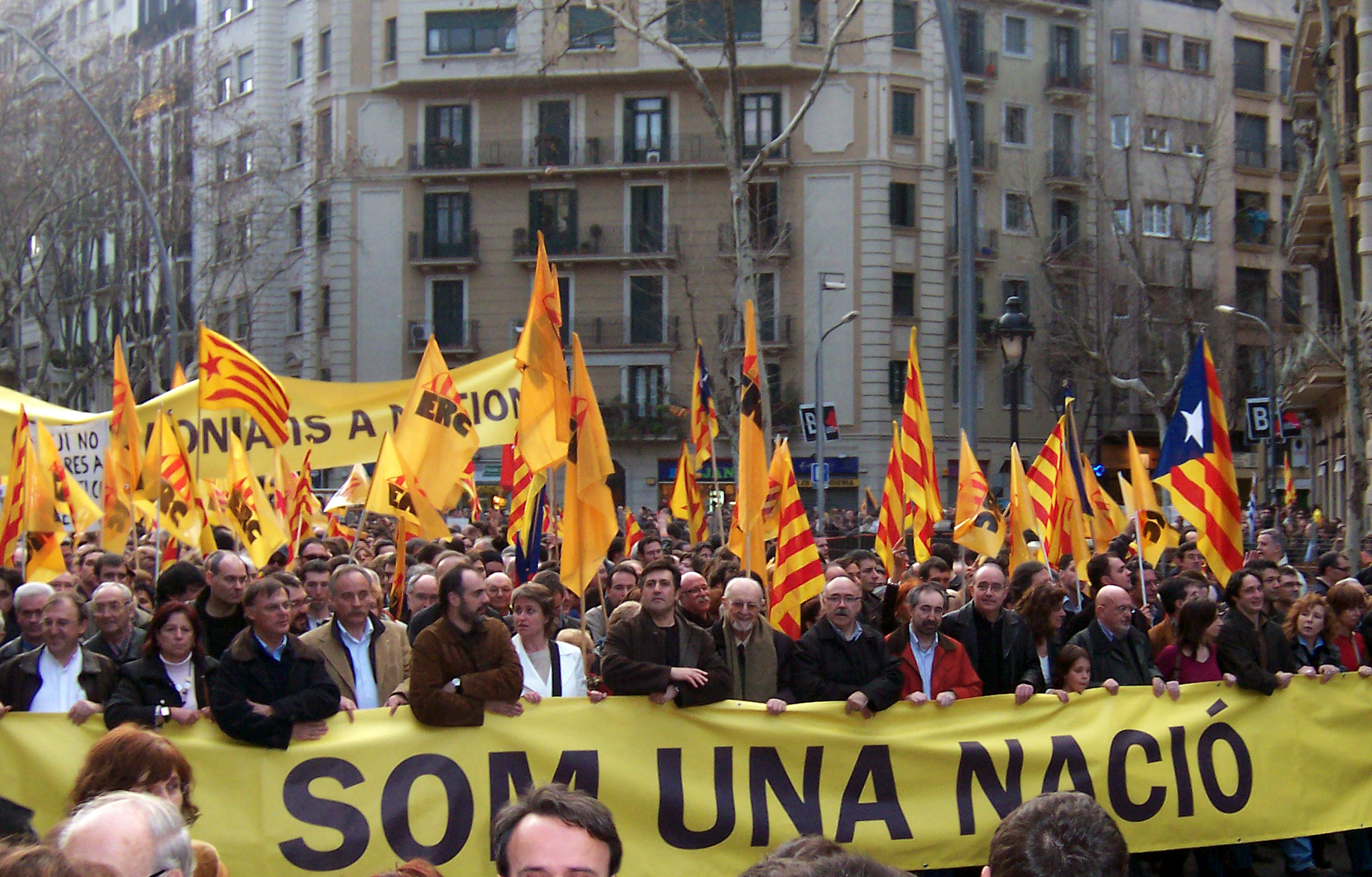
Manifestación «Som una nació i tenim el dret de decidir» convocada en Barcelona el 18 de febrero de 2006 por la Plataforma por el Derecho a Decidir y respaldada por Esquerra Republicana de Cataluña (ERC) para oponerse a los cambios introducidos por el Congreso de los Diputados en el proyecto de nuevo Estatuto de Autonomía aprobado por el Parlamento de Cataluña. En el centro el secretario general de ERC Josep Lluís Carod Rovira y otros dirigentes del partido. Esta manifestación está considerada como el punto de inicio del procés soberanista en Cataluña.

El apoyo de ERC al gobierno de España encabezado por José Luis Rodríguez Zapatero, junto a su participación en el gobierno de la Generalidad de Cataluña, fue motivo de duras críticas desde los sectores más conservadores. Diversos políticos del Partido Popular, como Ángel Acebes o Eduardo Zaplana, llegaron a acusar a Zapatero de estar sometido al "chantaje independentista" de ERC. Diversos medios de comunicación como El Mundo y la cadena COPE, fueron especialmente duros con los dirigentes de ERC, lo que les valió diversas querellas, a causa de diversas polémicas, como las conversaciones de Carod Rovira con la banda terrorista ETA, o un incidente diplomático ocurrido en un viaje oficial de los líderes del gobierno catalán a Israel. A pesar de todo, el gobierno socialista siguió contando con el apoyo de ERC en Madrid, y el partido siguió formando parte del gobierno tripartito de la Generalidad de Cataluña.
El 30 de septiembre de 2005, el Parlamento de Cataluña aprobó el texto del nuevo proyecto de Estatuto de Cataluña, con los votos a favor de ERC.
Tras su aprobación en el parlamento catalán, el proyecto de nuevo estatuto fue remitido a las Cortes españolas para su aprobación. Los recortes que sufrió el texto fueron motivo de constantes polémicas, y acabaron desencadenando la crisis entre ERC, fiel al Estatuto aprobado por el Parlamento de Cataluña, y sus socios de gobierno en la Generalidad. ERC consideró que el proyecto final de Estatuto aprobado en el Congreso de los Diputados estaba demasiado recortado respecto al aprobado por el Parlamento de Cataluña el 30 de septiembre de 2005. Por ello, la postura de ERC respecto al proyecto final de estatuto fue cambiando a medida que se acercó la fecha del referéndum.

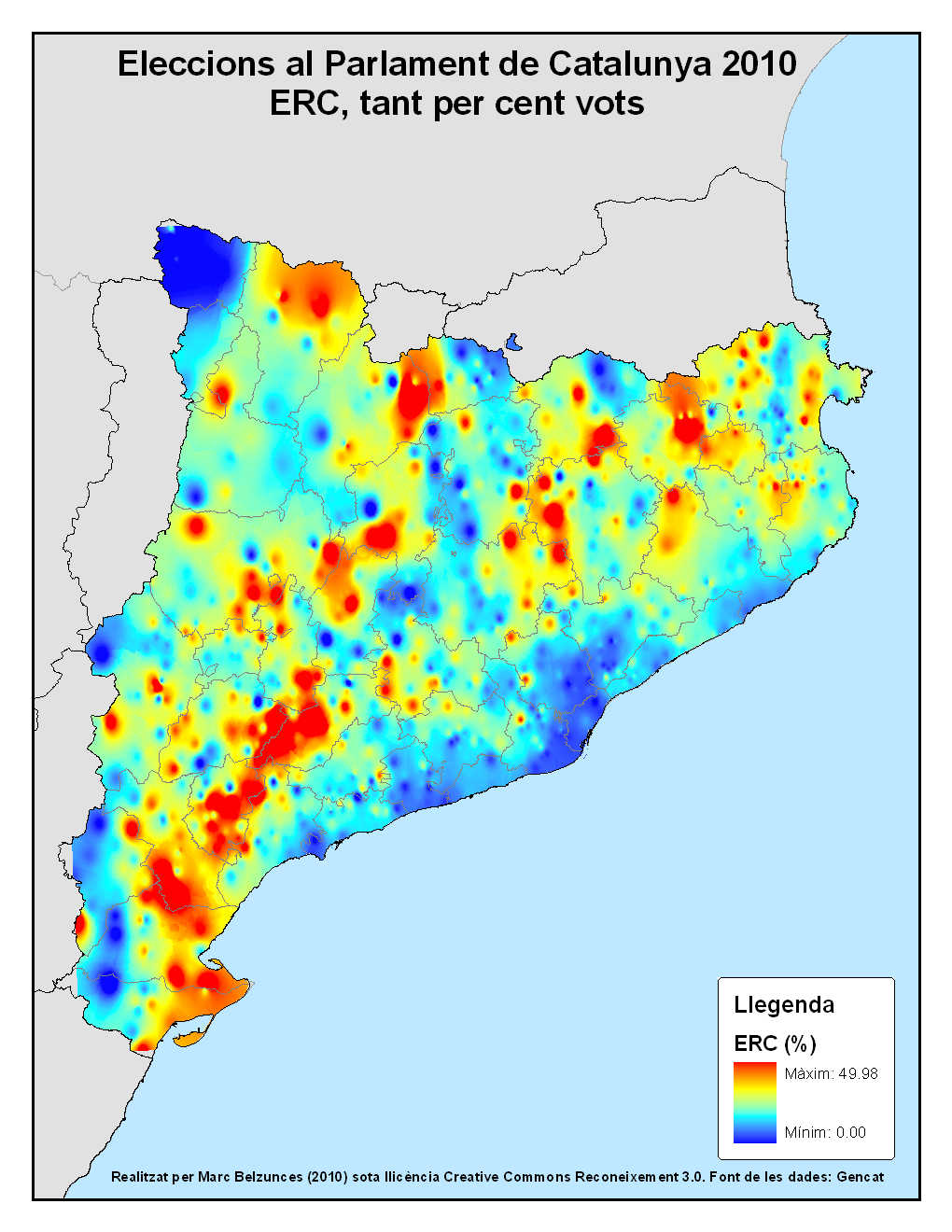
Distribución del apoyo a ERC en las elecciones catalanas de 2010. En rojo, máximo apoyo y en azul, mínimo apoyo.

El 18 de febrero de 2006, ERC incentivó la participación ciudadana a una manifestación convocada en Barcelona por una plataforma de entidades que, bajo el lema "Som una nació, tenim dret a decidir" (en castellano "Somos una nación, tenemos derecho a decidir"), reivindicaba que la versión final del Estatuto reconociera a Cataluña como una nación, tal y como se recogía en el texto del Estatuto aprobado por el Parlamento de Cataluña el 30 de septiembre de 2005. La manifestación reunió a entre 500.000 y 1.000.000 de personas según diversas fuentes, y los dirigentes de ERC, que asistieron en pleno a la manifestación, se comprometieron a no apoyar un Estatuto que no reconociese de forma explícita que Cataluña fuese una nación.
Además, la dirección de ERC entendía que no podía votar a favor del proyecto final de Estatuto porque el capítulo relativo a la financiación no era suficientemente positivo para Cataluña, y que no se cedía a la Generalidad la gestión de infraestructuras como el Aeropuerto de Barcelona.
El 20 de abril de 2006, el presidente de la Generalidad de Cataluña Pasqual Maragall anunció una crisis de gobierno que supuso el cambio de seis consejeros en el gobierno de la Generalidad. De los seis consejeros sustituidos, dos eran de ERC. De acuerdo al pacto establecido entre los tres partidos que gobiernan en coalición, Maragall indicó los consejeros que quería cesar, y ERC le indicó los políticos de su partido que le sustituirían. Así, Xavier Vendrell sustituyó a Joan Carretero como consejero de Gobernación y Administraciones Públicas, y Manel Balcells sustituyó a Carles Solà como consejero de Universidades, Investigación y Sociedad de la Información.
Mientras tanto, el debate sobre la postura de ERC respecto al nuevo Estatuto de Cataluña siguió ocupando la actividad del partido. Tras un amplio debate entre sus dirigentes, la dirección de ERC propuso a sus militantes que el partido postulara el voto nulo en la campaña por el referéndum: no querían votar a favor de un Estatuto que consideraban "recortado", pero tampoco querían votar en contra de un texto que habían contribuido a elaborar, y con el que estaban de acuerdo "en un 85 por ciento" según declaraciones del propio Carod Rovira. Pero los militantes del partido, reunidos en asamblea extraordinaria, desoyeron la propuesta de la dirección y forzaron a que el partido se posicionara por el "No".
El 11 de mayo de 2006, un día después de la aprobación en el Senado (con la abstención de ERC) del proyecto de nuevo Estatuto, todos los consejeros de ERC de la Generalidad de Cataluña fueron cesados por el presidente, Pasqual Maragall, tras el anuncio de ERC de votar en su contra en el referéndum a celebrar el 18 de junio de 2006. ERC, como forma de protesta, retiró a todos los altos cargos de su partido que ocupaban puestos de responsabilidad en la administración catalana, que dimitieron voluntariamente. Los seis consejeros cesados de ERC fueron sustituidos por políticos del PSC. Esta ruptura del Pacto del Tinell provocó una crisis política que obligó al presidente de la Generalidad, Pasqual Maragall, a anunciar que una vez celebrado el referéndum estatutario, disolvería el Parlamento y convocaría de forma adelantada elecciones al Parlamento de Cataluña para antes de finales de 2006.
Finalmente, ERC pidió el "No" en la campaña electoral del Referéndum sobre el nuevo Estatut. El eslogan de su campaña fue «Ara toca no: Catalunya mereix més» (en castellano, «Ahora toca no: Cataluña merece más»).
El 18 de junio de 2006 se celebró el Referéndum, en el que el texto fue aprobado con el 73,90% votos a favor. El "No" solicitado por ERC solo obtuvo un 20,76% de los votos. La misma noche electoral, Josep Lluís Carod-Rovira reconoció la derrota de la propuesta de Esquerra, y manifestó que el partido debería hacer autocrítica para aprender de los errores cometidos.
El 8 de octubre de 2006, ERC superó por primera vez en 70 años los 10 000 militantes, logrando doblar el número de militantes que tenía el partido cuatro años antes, antes de integrarse en el proyecto de gobierno tripartito de la Generalidad de Cataluña.

### 2006-2010: segundo tripartito
En las elecciones al Parlamento de Cataluña del 1 de noviembre del mismo año sufren una notable sangría de votos (unos 100.000 menos que en los comicios anteriores), pero solo pierden dos escaños, debido a la baja participación. De todas formas, y pese a que el PSC sufrió también un retroceso aún mayor (5 escaños menos), el ascenso de los ecosocialistas de ICV, socio menor del tripartito, hace posible que se vuelva a editar el mismo pacto, esta vez con José Montilla de presidente y bajo el nombre de Entesa Nacional pel Progrés (Acuerdo Nacional para el Progreso), en un intento de priorizar las políticas sociales respecto a las identitarias, así como gobernar sin los "ruidos" y contradicciones públicas de la anterior legislatura.
Sin embargo, ante la amenaza de que prosperara el recurso del Partido Popular contra el Estatuto de Cataluña por la recusación del magistrado Pablo Pérez Tremps, Esquerra lanzó veladas amenazas e incluso se planteó cambiar de socio de gobierno, y hasta presentar un referéndum de autodeterminación. Estas reacciones reabrieron el debate sobre si Esquerra es un partido preparado para colaborar en un gobierno estable o si, por el contrario, es un elemento de inestabilidad en el que además estaban surgiendo corrientes internas de carácter más radical, como luego ocurrió.
En las elecciones generales de 2008, ERC sufrió un importante descalabro, al perder cinco de sus ocho diputados (lo que le impidió formar grupo parlamentario) y más de 350.000 votos (pasando de 652.196 votos (2,52%) a 296.473 (1,17%)). Conservó sin embargo sus cuatro senadores dentro de la Entesa Catalana de Progrés. Este enorme retroceso se debió en parte a que las elecciones generales estaban muy polarizadas entre el PP y el PSOE (con cuyo socio catalán, el PSC, gobernaba entonces ERC). Así pues, muchos votantes con una ideología progresista decidieron votar PSOE, dado que la política del candidato y Presidente del Gobierno en ejercicio, José Luis Rodríguez Zapatero, podría favorecer sus postulados políticos; siendo la alternativa un gobierno del PP, que se había opuesto frontalmente al Estatuto de Cataluña (aunque luego dejaría de hacerlo).
Tras su XXV Congreso del 7 de junio de 2008, Joan Puigcercós fue elegido presidente de Esquerra con el 37,22% de los votos (los otros candidatos, Joan Carretero, Ernest Benach y Jaume Renyer obtuvieron el 27,56%, el 26,68% y el 8,10% de los votos, respectivamente) y Joan Ridao en Secretario General con el 37,52% de los votos (Rafel Niubó, Rut Carandell y Uriel Bertran, obtuvieron el 23,79%, 19,70% y 18,42% de los votos, respectivamente).
Reagrupament, corriente interna de ERC desde 2007, finalmente se escinde de esta en abril de 2009 liderada por el ex-consejero de la Generalidad de Cataluña y candidato a la presidencia del partido en el anterior Congreso Joan Carretero y por Rut Carandell, con el objetivo que crear una candidatura para las elecciones de 2010 cuyo fin fuera únicamente la independencia de Cataluña.

### Desde 2010 hasta la actualidad
En las elecciones autonómicas de 2010 ERC obtuvo 218.046 votos (6,95%), casi la mitad que en las anterior cita electoral autonómica, y 10 escaños, perdiendo 11 respecto 2006. Su propia caída, junto con la de PSC e ICV, imposibilitó la formación de la mayoría necesaria para formar un nuevo tripartido, haciéndose con la Generalidad de Cataluña CiU.
Anteriormente, en julio de 2010, el diputado Uriel Bertran abandona ERC para crear, junto a otras personalidades como Joan Laporta y Alfons López Tena, Solidaritat Catalana per la Independència, que en las elecciones obtendría 102.921 votos (3,29%) y 4 diputados. También se presentó Reagrupament, pero obteniendo solo 39.834 votos (1,27%).
En las elecciones municipales de 2011 ERC continuó su caída en votos, obteniendo 271.349 (1,20%); en Barcelona se presentó en la coalición Unitat per Barcelona junto a Reagrupament y Democràcia Catalana, perdiendo pese a ello 1 concejal. Tras todo ello, Joan Puigcercós y toda la dirección del partido dimitió el 23 de mayo dados los pésimos resultados. Asimismo, el 3 de junio de 2011 se anunciaba que el anterior presidente del partido, Josep Lluís Carod-Rovira, se había dado de baja del partido.
El 17 de septiembre de 2011 se celebraron elecciones primarias para elegir al candidato de ERC de cara a las elecciones generales de 2011, siendo elegido Alfred Bosch frente al otro candidato, Joan Ridao, con un 65,81% de los votos obtenidos por uno frente al 30,66% por el otro, respectivamente. Igualmente se ratificaron a Oriol Junqueras como Presidente (con el 92,07% de los votos) y Marta Rovira como Secretaria General (con el 89,97%) del partido al no presentarse más candidatos a ello. Para dichas elecciones Oriol Junqueras ofreció a Reagrupament y a Solidaritat Catalana presentar una candidatura conjunta, oferta aceptada por Reagrupament, pero no así por Solidaritat. Finalmente, la coalición entre Esquerra Republicana de Catalunya, Reagrupament Independentista y Catalunya Sí (una plataforma de independientes) obtuvo el 7,06% en Cataluña y 3 escaños (dos por Barcelona y uno por Gerona).
En las elecciones al Parlamento de Cataluña de 2017, Esquerra Republicana de Catalunya se presenta en coalición con Reagrupament Independentista (RI), la plataforma ciudadana Catalunya Sí, y posibles independientes.
Su número uno por la circunscripción de Barcelona es Oriol Junqueras.

### Elecciones municipales de 2023
Para las elecciones municipales de mayo de 2023, el partido político ERC se presentó como parte de la coalición denominada Acord Municipal (AM, Acuerdo Municipal en español). Esta coalición tuvo la siguiente composición.
| Partidos                   | Partidos                          |
| Partidos de ámbito catalán | Partidos de ámbito catalán        |
| -------------------------- | --------------------------------- |
|                            | Esquerra Republicana de Catalunya |
|                            | Acord Municipal Catalá            |
|                            | Esquerra Unida i Alternativa      |
|                            | Comunistes de Catalunya           |
|                            | Joventuts d'Esquerra Republicana  |
| Partidos de ámbito local   |                                   |
|                            | Aran Amassa                       |
|                            | Ara Eivissa                       |
|                            | Projecte Gandia                   |
|                            | Les Franqueses Imagina            |
|                            | Fem Municipi Sort                 |

## Ideología
Esquerra Republicana de Catalunya se declara de izquierdas, aunque históricamente se sitúa al margen de los partidos de izquierdas de origen sindical y filiación socialista o marxista. Su ideología puede resumirse en: izquierda, republicanismo, socialdemocracia, independentismo catalán y nacionalismo.

### Modelo de Estado
De creencia republicana y favorable a la independencia de Cataluña, entendida esta como nación catalana o Países Catalanes, un conjunto que englobaría todos los territorios que, según ellos, son de cultura catalana (las actuales comunidades autónomas de Cataluña, la Comunidad Valenciana e Islas Baleares, una franja del territorio de Aragón fronteriza con Cataluña y de habla catalana (la llamada Franja de Poniente) y la denominada Cataluña Norte (el departamento de los Pirineos Orientales, en Francia).
ERC propugna la independencia de Cataluña por la vía pacífica. Rechaza la violencia y participa activamente en las instituciones políticas con el objetivo de conseguir por la vía democrática el derecho a la autodeterminación. Participó en la disolución de la banda terrorista Terra Lliure, después de lo cual algunos de sus miembros se incorporaron a las filas de ERC.
La organización del partido es federal y esta se organiza en tres federaciones en cada uno de los ámbitos territoriales.
En Cataluña se organiza en 10 federaciones regionales, siguiendo el modelo de veguerías (más Cataluña Norte), y toma el nombre de Esquerra Republicana de Catalunya:
- Federación de la región metropolitana de Barcelona.
- Federación de la región de Girona.
- Federación de la región del Camp de Tarragona.
- Federación de la región de l'Ebre.
- Federación de la región de la Catalunya Central.
- Federación de la región de Lleida.
- Federación de la región de l'Alt Pirineu-Aran.
- Federación de la región de la ciutat de Barcelona.
- Federación de la región del Penedès.
- Federación de la región de la Cataluña Norte

En la Comunidad Valenciana se organiza en federaciones comarcales y toma el nombre de Esquerra Republicana del País Valencià.
En las Islas Baleares se organiza en federaciones insulares y toma el nombre de Esquerra Republicana.
Por su parte, en el Valle de Arán el partido cuenta con Esquèrra Republicana Occitana como sección local.

## Líderes
|     | Presidente               | Mandato         |
| --- | ------------------------ | --------------- |
| 1.  | Joaquim Lloréns Abelló   | 1931-1932       |
| 2.  | Francesc Macià           | 1932-1933       |
| 3.  | Lluís Companys           | 1933-1935       |
| 4.  | Carles Pi i Sunyer       | 1933-1935       |
| 5.  | Lluís Companys           | 1936-1940       |
| -   | Vacante                  | 1940-1991       |
| 6.  | Heribert Barrera         | 1991-1995       |
| 7.  | Jaume Campabadal         | 1995-1996       |
| 8.  | Jordi Carbonell          | 1996-2004       |
| 9.  | Josep-Lluís Carod-Rovira | 2004-2008       |
| 10. | Joan Puigcercós          | 2008-2011       |
| 11. | Oriol Junqueras          | 2011-actualidad |

|     | Secretario general       | Mandato         |
| --- | ------------------------ | --------------- |
| 1.  | Joan Lluís Pujol         | 1931-1931       |
| 2.  | Josep Tarradellas        | 1931-1932       |
| 3.  | Joan Tauler              | 1932-1938       |
| 3.  | Josep Tarradellas        | 1938-1957       |
| 4.  | Joan Sauret              | 1957-1976       |
| 5.  | Heribert Barrera         | 1976-1987       |
| 6.  | Joan Hortalà             | 1987-1989       |
| 7.  | Àngel Colom              | 1989-1996       |
| 8.  | Josep-Lluís Carod-Rovira | 1996-2004       |
| 10. | Joan Puigcercós          | 2004-2008       |
| 11. | Joan Ridao               | 2008-2011       |
| 12. | Marta Rovira             | 2011-2024       |
| 13. | Elisenda Alamany         | 2024-actualidad |

## Resultados electorales

### Elecciones al Congreso de los Diputados
| Elecciones | Candidato                | # de votos | % en España | # en Cataluña | Escaños (España) | Escaños (Cataluña) | Posición en España | Posición en Cataluña |
| --- | ------------------------ | ---------- | ----------- | ------------- | ---------------- | ------------------ | ------------------ | -------------------- |
| 1931 | Joaquim Llorens Abelló   | n/a        | 6,2%        | n/a           | 31/470           | -                  | 4.º                | 1.º                  |
| 1933 | Lluís Companys           | n/a        | 3,6%        | n/a           | 18/472           | -                  | 8.º                | 2.º                  |
| 1936 | n/a                      | n/a        | 4,4%        | n/a           | 36/473           | -                  | 5.º                | 1.º                  |
| |                          |            |             |               |                  |                    |                    |                      |
| 1977 a | Heribert Barrera         | 143.954    | 0,79%       | 4,72%         | 1/350            | 1/47               | 9.º                | 6.º                  |
| 1979 b | Heribert Barrera         | 123.452    | 0,69%       | 4,18%         | 1/350            | 1/47               | 10.º               | 5.º                  |
| 1982 | Francesc Vicens          | 138.118    | 0,66%       | 4,02%         | 1/350            | 1/47               | 9.º                | 5.º                  |
| 1986 | Francesc Vicens          | 84.628     | 0,42%       | 2,67%         | 0/350            | 0/47               | 16.º               | 6.º                  |
| 1989 | Joan Hortalà             | 84.756     | 0,41%       | 2,68%         | 0/350            | 0/46               | 18.º               | 6.º                  |
| 1993 | Pilar Rahola             | 189.632    | 0,8%        | 5,10%         | 1/350            | 1/47               | 8.º                | 5.º                  |
| 1996 | Pilar Rahola             | 167.641    | 0,67%       | 4,18%         | 1/350            | 1/46               | 9.º                | 5.º                  |
| 2000 | Joan Puigcercós          | 194.715    | 0,84%       | 5,64%         | 1/350            | 1/46               | 9.º                | 4.º                  |
| 2004 | Josep-Lluís Carod-Rovira | 652.196    | 2,52%       | 15,89%        | 8/350            | 8/47               | 4.º                | 3.º                  |
| 2008 | Joan Ridao               | 296.473    | 1,17%       | 7,81%         | 3/350            | 3/47               | 5.º                | 4.º                  |
| 2011 c | Alfred Bosch             | 256.393    | 1,05%       | 7,06%         | 3/350            | 3/47               | 8.º                | 5.º                  |
| 2015 d | Gabriel Rufián           | 599.289    | 2,39%       | 15,98%        | 9/350            | 9/47               | 8.º                | 2.º                  |
| 2016 d | Gabriel Rufián           | 629.294    | 2,63%       | 18,17%        | 9/350            | 9/47               | 7.º                | 2.º                  |
| 2019 (I) e | Oriol Junqueras          | 1.015.355  | 3,89%       | 24,73%        | 15/350           | 15/48              | 6.º                | 1.º                  |
| 2019 (II) e | Gabriel Rufián           | 869.934    | 3,61%       | 22,56%        | 13/350           | 13/48              | 5.º                | 1.º                  |
| 2023 | Gabriel Rufián           | 462.883    | 1,89%       | 13,16%        | 7/350            | 7/48               | 5.º                | 4.º                  |
| a Se presentó bajo las siglas Esquerra de Catalunya - Front Electoral Democratic. b En coalición con el Front Nacional de Catalunya y el Partit Socialdemócrata de Catalunya. c Dentro de la coalición Esquerra Republicana de Catalunya-Catalunya Sí con Reagrupament y Catalunya Sí. d Dentro de la coalición Esquerra Republicana de Catalunya-Catalunya Sí con Catalunya Sí. e Dentro de la coalición Esquerra Republicana de Catalunya-Sobiranistes con Sobiranistes. |                          |            |             |               |                  |                    |                    |                      |

### Elecciones al Parlamento de Cataluña
| Elecciones | Candidato                | # de votos | % de votos | Escaños | +/- | Posición | Estado                                      |
| --- | ------------------------ | ---------- | ---------- | ------- | --- | -------- | ------------------------------------------- |
| 1932 | Francesc Macià           | 269.550    | 52,6%      | 56/85   | -   | 1.º      | Gobierno en mayoría                         |
| |                          |            |            |         |     |          |                                             |
| 1980 a | Heribert Barrera         | 240.871    | 8,87%      | 13/135  | -   | 5.º      | Oposición                                   |
| 1984 | Heribert Barrera         | 126.943    | 4,41%      | 5/135   | 8   | 5.º      | Oposición                                   |
| 1988 | Joan Hortalà             | 111.647    | 4,14%      | 6/135   | 1   | 5.º      | Oposición                                   |
| 1992 | Àngel Colom              | 210.366    | 7,96%      | 11/135  | 5   | 3.º      | Oposición                                   |
| 1995 | Àngel Colom              | 305.867    | 9,49%      | 13/135  | 2   | 4.º      | Oposición                                   |
| 1999 | Josep-Lluís Carod-Rovira | 271.173    | 8,67%      | 12/135  | 1   | 4.º      | Oposición                                   |
| 2003 b | Josep-Lluís Carod-Rovira | 544.324    | 16,5%      | 23/135  | 11  | 3.º      | Gobierno de coalición con PSC y ICV-EUiA    |
| 2006 | Josep-Lluís Carod-Rovira | 413.683    | 14,05%     | 21/135  | 2   | 3.º      | Gobierno de coalición con PSC y ICV-EUiA    |
| 2010 | Joan Puigcercós          | 219.173    | 7,00%      | 10/135  | 11  | 5.º      | Oposición                                   |
| 2012 c | Oriol Junqueras          | 498.124    | 13,70%     | 21/135  | 11  | 2.º      | Oposición                                   |
| 2015 d | Raül Romeva              | N/D        | N/D        | 20/135  | 1   | 1.º      | Gobierno de coalición con CDC               |
| 2017 e | Oriol Junqueras          | 929.407    | 21,39%     | 32/135  | 12  | 3.º      | Gobierno de coalición con JxCat y PDeCAT    |
| 2021 | Pere Aragonès            | 603.607    | 21,30%     | 33/135  | 1   | 2.º      | Gobierno de coalición con Junts (2021-2022) |
| 2021 | Pere Aragonès            | 603.607    | 21,30%     | 33/135  | 1   | 2.º      | Gobierno en minoría (2022-2024)             |
| 2024 | Pere Aragonès            | 427.135    | 13,68%     | 20/135  | 13  | 3.º      | Apoyo externo                               |
| a En coalición con el Partit Socialdemòcrata de Catalunya. De los 14, 13 de ERC y 1 del PSDC. b Con el apoyo de Catalunya 2003. c Dentro de la coalición Esquerra Republicana de Catalunya-Catalunya Sí (19 de ERC y 2 de CatSí.). d Dentro de la coalición Junts pel Sí. De los 20, 2 son independientes y 1 de la asociación Socialisme Catalunya i Llibertat. e Dentro de la coalición Esquerra Republicana de Catalunya-Catalunya Sí. |                          |            |            |         |     |          |                                             |

### Elecciones al Parlamento de las Islas Baleares
| Elecciones | Candidato                   | # de votos                  | % de votos                  | Escaños | +/- | Posición | Estado                               |
| ---------- | --------------------------- | --------------------------- | --------------------------- | ------- | --- | -------- | ------------------------------------ |
| 1995       | -                           | 2.082                       | 0,56%                       | 0/59    | -   | 7.º      | Extraparlamentario                   |
| 1999       | -                           | 1.089                       | 0,30%                       | 0/59    | -   | 12.º     | Extraparlamentario                   |
| 2003       | -                           | 1.304                       | 0,31%                       | 0/59    | -   | 12.º     | Extraparlamentario                   |
| 2007       | Dentro de Bloc per Mallorca | Dentro de Bloc per Mallorca | Dentro de Bloc per Mallorca | 1/59    | 1   | 3.º      | Gobierno de coalición con PSOE y UM. |
| 2011       | Joan Lladó                  | 5.325                       | 1,31%                       | 0/59    | 1   | 9.º      | Extraparlamentario                   |
| 2015       | -                           | 758                         | 0.18%                       | 0/59    | -   | 21.º     | Extraparlamentario                   |

### Elecciones a las Cortes Valencianas
| Elecciones autonómicas a las Cortes Valencianas |                       |         |       |         |          |
| Elecciones                                      | Candidato             | Votos   | %     | Escaños | Posición |
| 2003                                            | Agustí Cerdà          | 7.609   | 0'32% | 0       | 6.º      |
| 2007                                            | Agustí Cerdà          | 11.686  | 0,49% | 0       | 6.º      |
| 2011                                            | Agustí Cerdà          | 11.116  | 0,45% | 0       | 8.º      |
| 2015*                                           | Ignacio Blanco        | 106.917 | 4,38% | 0       | 6.º      |
| 2019                                            | Josep Lluís Albinyana | 5.069   | 0,19% | 0       | 8.º      |
| 2023                                            | Maria Pérez i Company | 4.570   | 0,19% | 0       | 9.º      |

* Dentro de la coalición Acord Ciutadà

## Posición de ERC ante los referendos
- 1931: Referéndum para la aprobación del Estatuto de Núria. Pide el "Sí".
- 1976: Referéndum sobre la Ley para la Reforma Política. Pedía el sí, pero no pudo participar en la campaña electoral al no estar todavía legalizado el partido.
- 1978: Referéndum para la ratificación de la Constitución española. Pide el "No".
- 1979: Referéndum sobre el Estatuto de autonomía de Cataluña. Pide el "Sí".
- 1986: Referéndum sobre la permanencia de España en la OTAN. Pide el "No".
- 2005: Referéndum sobre el Tratado de la Constitución Europea. Pide el "No".
- 2006: Referéndum sobre la reforma del Estatuto de Autonomía de Cataluña. Pide el "No".
- 2017: Referéndum de independencia de Cataluña. Pide el "Sí".

## Corrupción
En 2009 el fiscal general del Estado Cándido Conde-Pumpido aseguró que, de las 730 causas abiertas por presunta corrupción contra cargos públicos de partidos políticos, cinco de ellas estarían relacionadas con ERC.
Algunos casos relevantes
- Caso Shirota.[49]
- Caso Manga (derivado del caso Pokémon).[50][51]
- Caso Catalunya Caixa.[52]
- Caso de la FMC.[53]
- Caso Innova.[54]